# Sławków (województwo śląskie)
Sławków – miasto w Polsce, w województwie śląskim, w powiecie będzińskim. 
Sławków położony jest w małopolskiej części województwa śląskiego, na zachodnim krańcu dawnej ziemi krakowskiej, w Zagłębiu Dąbrowskim. Znajduje się na wschodzie Górnośląskiego Okręgu Przemysłowego. Miasto jest członkiem Górnośląsko-Zagłębiowskiej Metropolii.
Prawa miejskie przed 1286. W latach 1870–1954 gmina wiejska, następnie osiedle. Prawa miejskie odzyskał w 1958. W latach 1975–1998 miasto należało do województwa katowickiego.

## Przynależność administracyjna

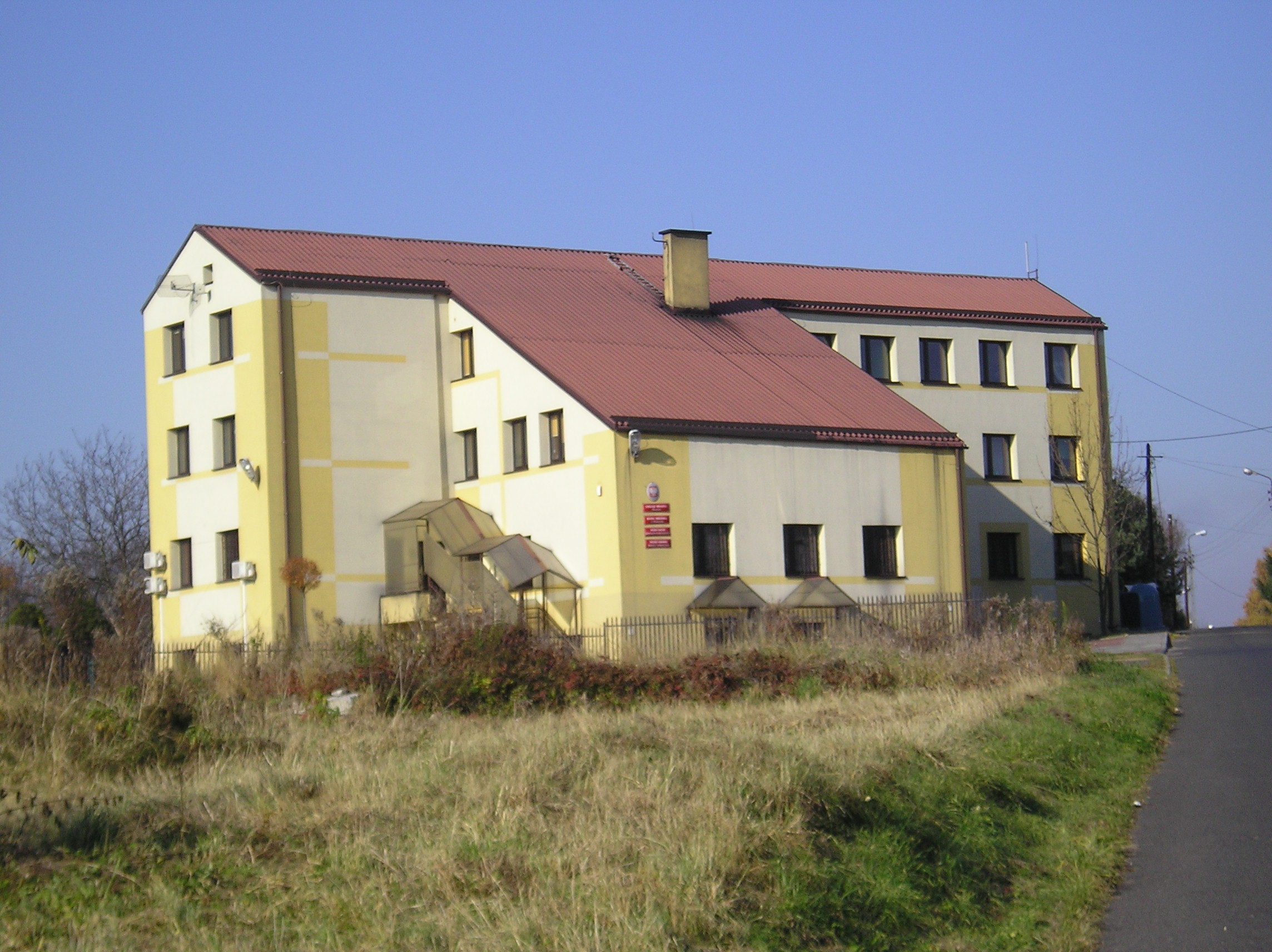
Budynek Urzędu Miasta w Sławkowie przy ulicy Łosińskiej

Był miastem biskupstwa krakowskiego w województwie i powiecie krakowskim. W latach 1999–2001 Sławków należał do powiatu olkuskiego w woj. małopolskim. 1 stycznia 2002 r. przyłączono gminę Sławków do powiatu będzińskiego w województwie śląskim. Gmina stanowi obecnie jego eksklawę, oddzieloną od reszty powiatu obszarami powiatów grodzkich Dąbrowa Górnicza i Sosnowiec.
Sławków objęty jest obszarem właściwości: Sądu Rejonowego w Dąbrowie Górniczej, w tym również w sprawach wieczystoksięgowych, Prokuratury Rejonowej w Dąbrowie Górniczej, Komendy Powiatowej Państwowej Straży Pożarnej w Będzinie (współpracując z KM PSP w Dąbrowie Górniczej), Komendy Powiatowej Policji w Będzinie.

## Środowisko naturalne

### Położenie
Położenie matematyczno-geograficzne Sławkowa wyznaczone jest współrzędnymi: 50°19′ szerokości geograficznej północnej i 19°23′30″ długości geograficznej wschodniej. Współrzędne te oznaczają, że Sławków jest oddalony o 5575 km na północ od równika i 4427 km na południe od bieguna północnego. Południkowa rozciągłość gminy wynosi 7,5 km, a jej rozciągłość równoleżnikowa 9,5 km. Najbardziej na północ wysunięty punkt gminy znajduje się za Wielką Górą (50°19′45″N), a na południe koło Piernikarki nad Białą Przemszą (50°15′30″N). Najbardziej zachodni kraniec gminy leży za Garbierzami (19°17′E), a wschodni przy rozgałęzieniu drogi Bolesław-Sławków do Krzykawki (19°24′50″E).
Odległości od miast regionu i Polski:
- Olkusz – 14,5 km
- Dąbrowa Górnicza – 15,0 km
- Będzin – 19 km
- Sosnowiec – 22,3 km
- Katowice – 28,7 km
- Zawiercie – 31,6 km
- Kraków – 56,2 km

| Rodzaj                       | Powierzchnia | %      |
| ---------------------------- | ------------ | ------ |
| Użytki rolne                 | 1356 ha      | 37,05% |
| Lasy i grunty leśne          | 1216 ha      | 33,22% |
| Pozostałe grunty i nieużytki | 1088 ha      | 29,73% |
| Σ                            | 3660         | 100    |

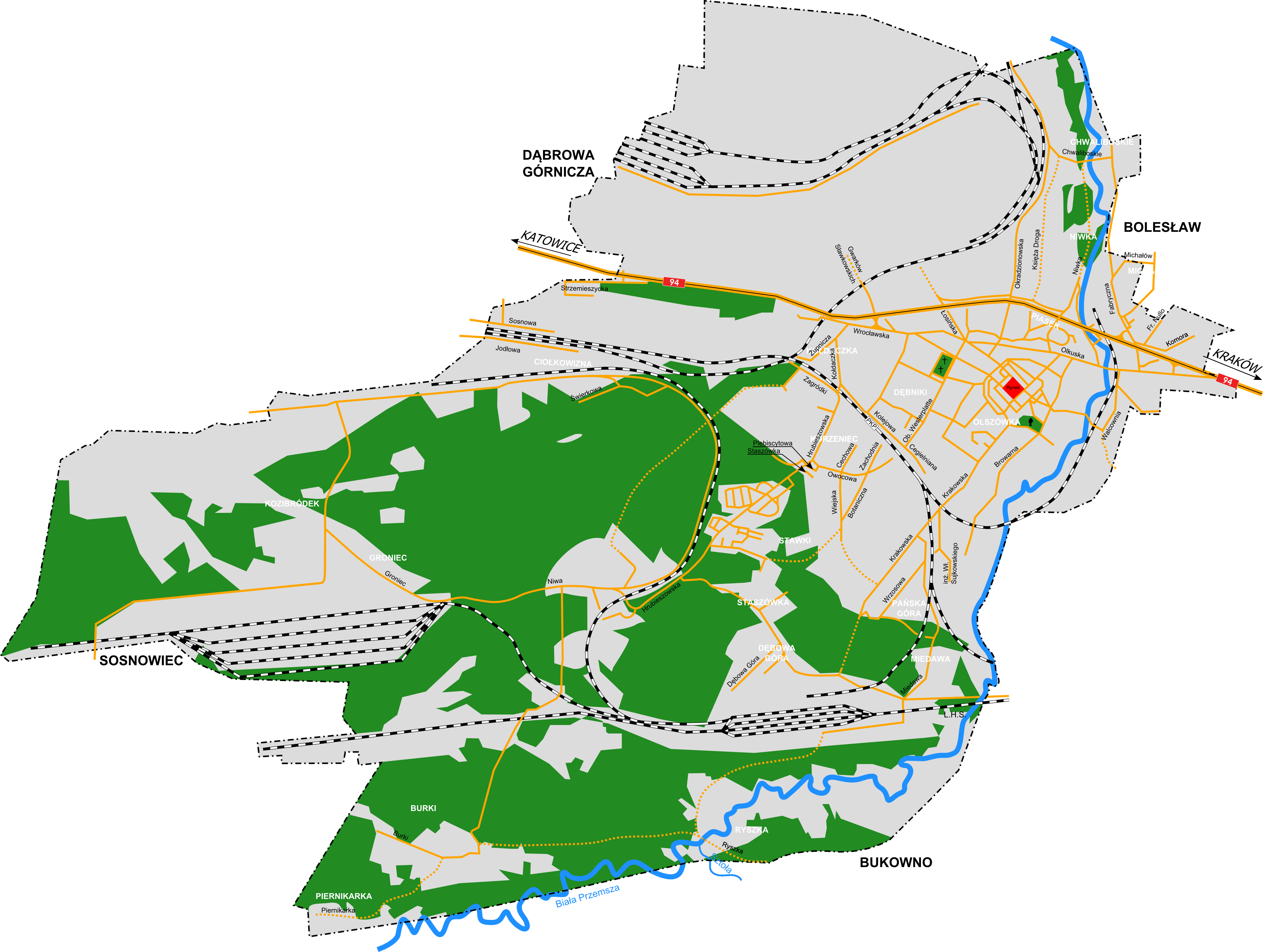
Plan Sławkowa

Sławków położony jest na Wyżynie Śląsko-Krakowskiej, we wschodniej części Wyżyny Śląskiej, w obrębie dwóch mezoregionów: Garbu Tarnogórskiego oraz Pagórów Jaworznickich. Przez teren gminy przepływa rzeka Biała Przemsza. Terytorium gminy Sławków uznawane jest za wyżynne, choć w rzeczywistości tylko około połowy jej powierzchni leży powyżej 300 m n.p.m., a zasadniczo odmiennie ukształtowane są północna – wyżynna i południowa – nizinna część gminy. Bezwzględne wysokości tego terytorium mieszczą się w przedziale pomiędzy 263 a 368,2 m n.p.m. Najniższe miejsce znajduje się na południu, koło Piernikarki nad Białą Przemszą, a najwyższe wzniesienie, Wielka Góra, usytuowane jest za bocznicami stacji kolejowej Dąbrowa Górnicza Towarowa, przy północnej granicy gminy. Drugim pod względem wysokości wzniesieniem jest Gieraska (340 m n.p.m.).
Miasto graniczy w woj. śląskim z powiatami grodzkimi Dąbrowa Górnicza, Sosnowiec i Jaworzno, natomiast w woj. małopolskim z gminą miejską Bukowno i wiejską Bolesław, wchodzącymi w skład powiatu olkuskiego.
Oprócz historycznego miasta, nazywanego obecnie centrum i zlokalizowanego wokół rynku, w skład gminy Sławków wchodzi 25 mniejszych jednostek osadniczych: Burki, Ciołkowizna, Dębniki, Dębowa Góra, Garbierze, Groniec, Kolonia Chwaliboskie, Kołdaczka, Komora, Korzeniec, Kozibrodek, Kozioł koło Sławkowa, Kozioł koło Strzemieszyc, Michałów, Miedawa, Niwa, Niwka, Piasek, Piernikarka, Ryszka, Zagrody, Stawki, Trzewiczek, Walcownia i Zagródki oraz Osiedle PCK.
Miasto stanowi 5,95% powierzchni powiatu.

### Przyroda

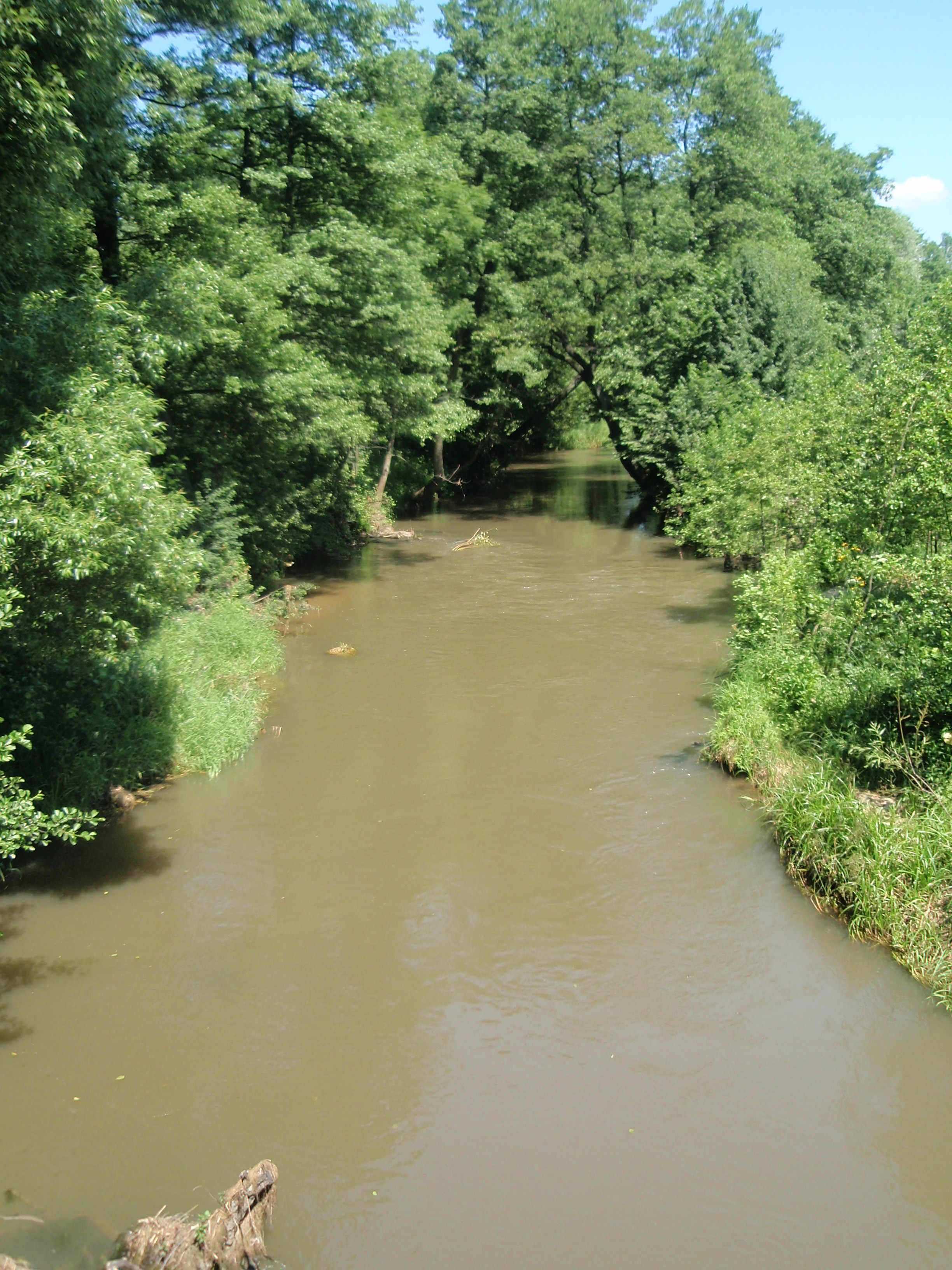
Biała Przemsza w Sławkowie

W szacie roślinnej Sławkowa dominują gatunki segetalne oraz ruderalne stanowiące łącznie ok. 60% flory lokalnej. Dużym walorem przyrodniczym jest stanowisko mieczyka drobnokwiatowego, uważanego do niedawna za gatunek wymarły w Polsce.
Lesistość miasta wynosi 35%, o przeszło 6% przewyższając średnią krajową. Powierzchnia leśna w granicach administracyjnych Sławkowa obejmuje 1235 ha lasów i 44 ha gruntów leśnych. Koncentrujące się w południowej części miasta lasy, to w 90% siedliska borów, głównie boru świeżego. Około 10% zajmują siedliska lasów mieszanych, a 0,5% olsu. W wyniku realizacji inwestycji związanych z budową Huty Katowice oraz rozbudową Zakładu Przygotowania Rud w Burkach, sławkowski kompleks leśny rozczłonkowany został na wiele części przedzielonych szlakami kolejowymi. Lasy Sławkowa zaliczane są do II strefy średnich zagrożeń przemysłowych. Z powodu zanieczyszczeń przemysłowych znaczna część drzewostanów do niedawna wykazywała zahamowanie przyrostu, objawy przebarwienia aparatu asymilacyjnego i przerzedzenia koron. Obecnie stan drzew wyraźnie się poprawia. 67,1% powierzchni lasów sławkowskich (829 ha) jest własnością Wspólnoty Leśnej w Sławkowie, 21,7% (268 ha) to lasy państwowe nadzorowane przez Nadleśnictwo Chrzanów, a 11,2% (138 ha) to lasy indywidualnych właścicieli.

## Demografia
Struktura demograficzna mieszkańców Sławkowa według danych z 31 grudnia 2007 r.:
| Opis                                | Ogółem | Ogółem | Kobiety | Kobiety | Mężczyźni | Mężczyźni |
| ----------------------------------- | ------ | ------ | ------- | ------- | --------- | --------- |
| Jednostka                           | osób   | %      | osób    | %       | osób      | %         |
| Populacja                           | 6866   | 100    | 3574    | 52,05   | 3292      | 47,95     |
| Wiek przedprodukcyjny (0–17 lat)    | 1162   | 16,92  | 567     | 8,26    | 595       | 8,67      |
| Wiek produkcyjny (18–65 lat)        | 4575   | 66,63  | 2211    | 32,2    | 2364      | 34,43     |
| Wiek poprodukcyjny (powyżej 65 lat) | 1129   | 16,44  | 796     | 11,59   | 333       | 4,85      |

Rozwój demograficzny Sławkowa
Piramida wieku mieszkańców Sławkowa w 2014 r.:

## Nazwa miasta

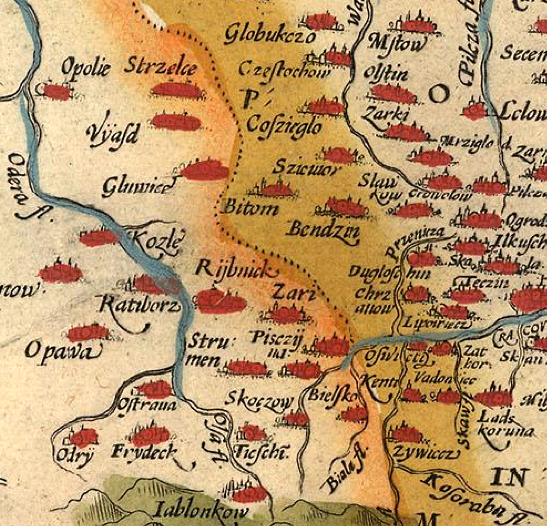
Sławków w granicach Korony Królestwa Polskiego jako Slawkow na mapie Wacława Grodzieckiego wydanej w 1592 roku.

### Geneza nazwy
Nazwa miasta pochodzi od legendarnego rycerza o imieniu Sławko, który założyć miał osadę dającą początek dzisiejszemu miastu. Nazwa Sławków jest przymiotnikiem dzierżawczym w odmianie krótkiej od imienia Sławko/Sławek i oznacza „osadę Sławka”.

### Nazwa miasta w innych językach
W pisanych po łacinie dokumentach średniowiecznych Sławków określany jest jako Slavcow, Zlaucow, Zlaucovia oraz Slacovia. Na mapie Helwiga z 1561 r., podobnie jak na panoramie trzech miast – Sławkowa, Olkusza i Będzina – wykonanej w XVI w. przez nieznanego ucznia Hansa Dürera, Sławków nosi niemiecką nazwę Schlaca. W XVIII w. miasto wzmiankowane jest w publikacjach obcojęzycznych jako Schlacka lub Schlaka oraz Slawkow. Funkcjonująca nieoficjalnie w czasie okupacji hitlerowskiej niemiecka nazistowska nazwa Schlockau opierała się na propozycji wysuniętej przez Waltera Krause w artykule pod tytułem Slawkows alter Name. W języku hebrajskim nazwa Sławków zapisywana jest jako סלאוקוב. Oficjalna rosyjska nazwa miasta i stacji kolejowej Iwangorodzko-Dąbrowskiej Drogi Żelaznej w okresie Królestwa Polskiego zapisywana była jako Славковъ. Obecnie jest ona zapisywana zgodnie z brzmieniem fonetycznym jako Славкув.

## Historia

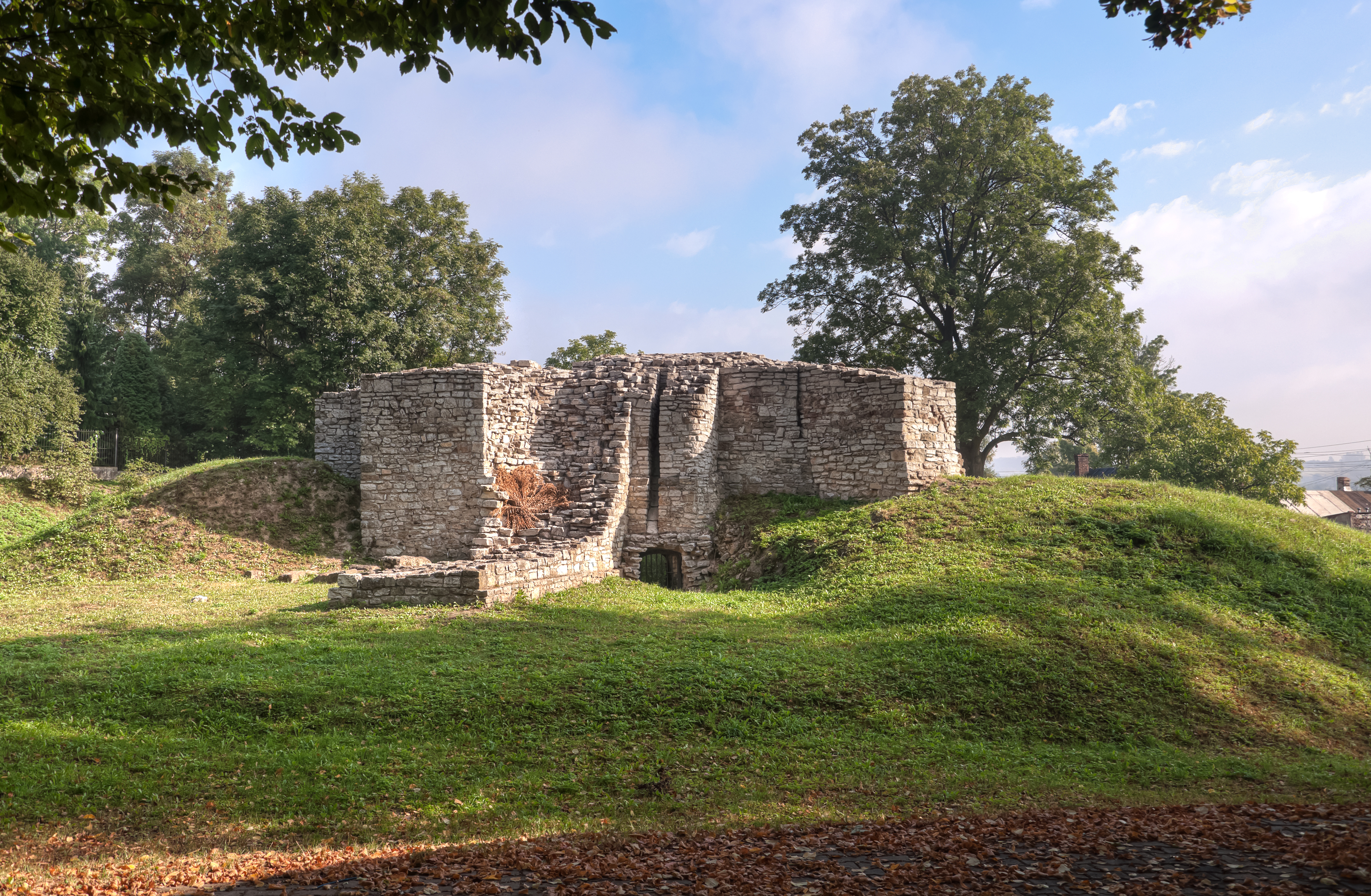
Pozostałości zamku biskupiego w Sławkowie

Odkrycia archeologiczne uprawdopodabniają istnienie na wzgórzu sławkowskim przedchrześcijańskiego grodu być może już w VIII w. W epoce wczesnopiastowskiej położona w pobliżu grodu osada przedlokacyjna (stary Sławków) stanowiła centrum zagłębia kruszcowego. Nie wiadomo dokładnie kiedy osada i gród przeszły (wraz z całą kasztelanią sławkowską) pod zwierzchność biskupów krakowskich. Po raz pierwszy Sławków wymieniony został w źródłach pisanych jako osada biskupia w 1220 r., kiedy biskup Iwo Odrowąż uposażył dochodami z karczm sławkowskich klasztor św. Ducha w Prądniku pod Krakowem. Natomiast pierwszy pisemny dokument nazywający Sławków miastem pochodzi z 1286 r. Wobec zaginięcia aktu lokacyjnego rok ten przyjęto umownie jako datę uzyskania praw miejskich, choć najprawdopodobniej miasto lokowane było na prawie niemieckim już kilka dziesięcioleci wcześniej. Na początku lat 80. XIII w. biskup Paweł z Przemankowa wzniósł tu zamek biskupi.

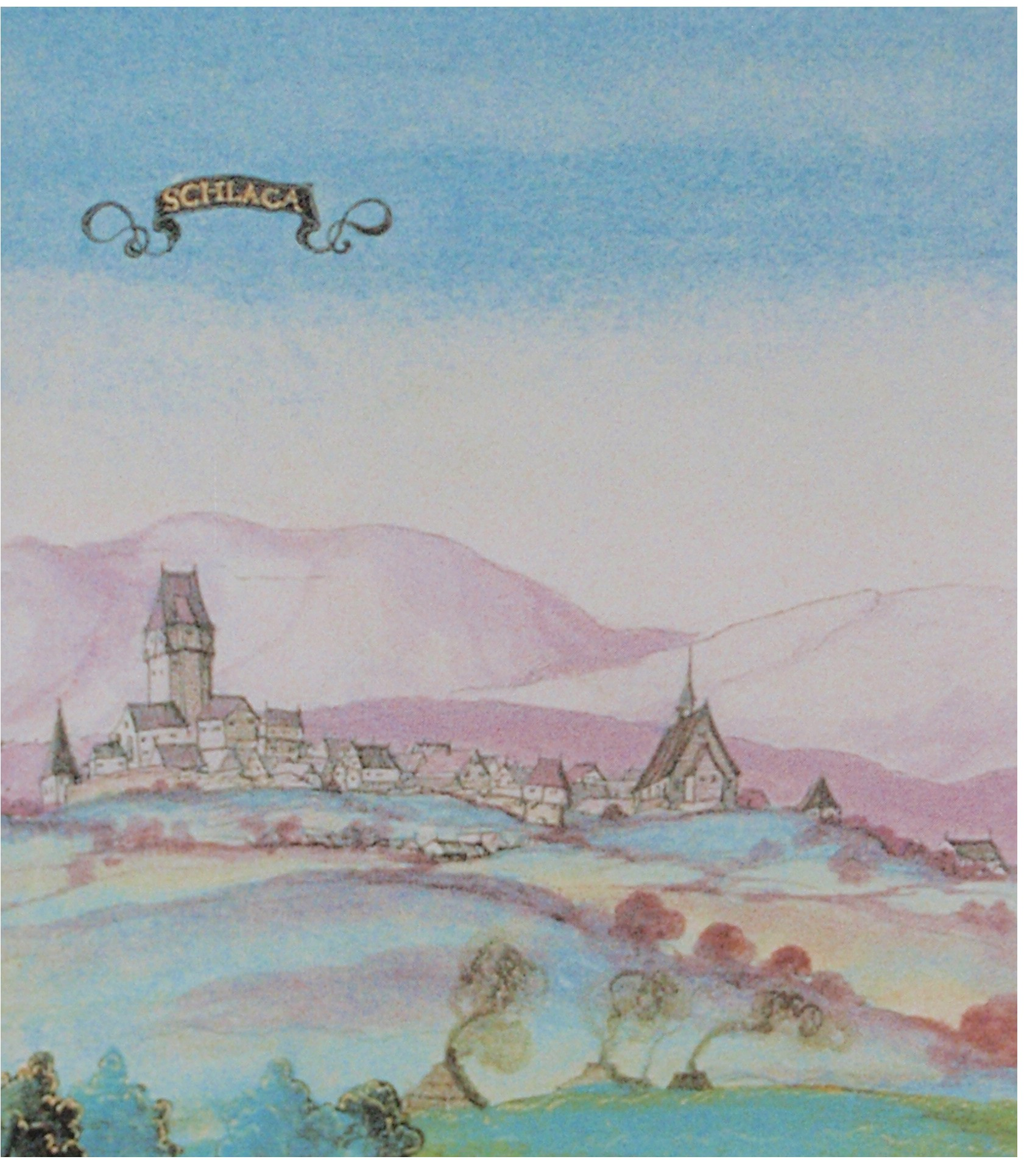
Panorama Sławkowa w XVI w.

Dzięki występowaniu na terenie miasta złóż ołowiu i srebra oraz dzięki usytuowaniu na szlaku handlowym z Krakowa do Wrocławia (Via Regia) miasto przeżyło do XIII w. okres swego szczytowego rozwoju. Wyczerpywanie się złóż kruszcowych i zaangażowanie mieszczan po stronie biskupa Jana Muskaty w walce z Władysławem Łokietkiem doprowadziły w XIV w. do utraty pierwotnego znaczenia i do szybkiego upadku miasta. W XV w. miasto przeżyło szereg najazdów (1433, 1434, 1455) oraz wielki pożar, który je zniszczył prawie całkowicie (1498). W XVI w. nastąpiło odrodzenie górnictwa kruszcowego, jednak wskutek wyczerpania się złóż Sławków stawał się powoli miastem rolniczym. Do końca okresu przedrozbiorowego pozostawał centrum administracyjnym dóbr biskupich klucza (starostwa) sławkowskiego. Miasto często błędnie kojarzone bywa z biskupim księstwem siewierskim, do którego nigdy nie należało. Pod koniec XVIII w. stanowiło znaczący ośrodek produkcji włókienniczej.

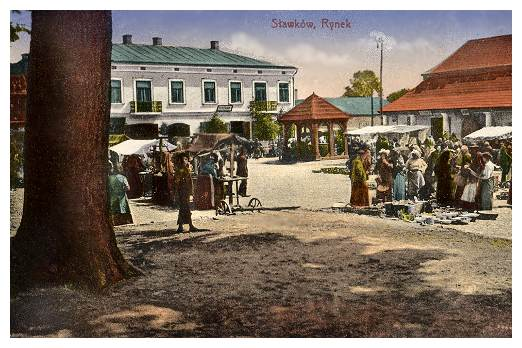
Rynek sławkowski w 1919 r.

W wyniku III rozbioru Polski weszło w skład Królestwa Prus (Nowy Śląsk, 1795–1806), a następnie Księstwa Warszawskiego i Królestwa Kongresowego. Od początku lat 20. XIX w. nastąpił rozwój górnictwa galmanu (kopalnie „Leonidas” i „Kozioł”). W latach 1826–1888 funkcjonowała nad Białą Przemszą rządowa walcownia metali (Zakład Walcowni i Giserni pod Sławkowem). W latach 30. XIX w. miasto połączone zostało drogą bitą z Będzinem, Dąbrową Górniczą i Olkuszem. Po 1866 r. Sławków znalazł się w powiecie olkuskim – na obrzeżach rozwijającego się przemysłowo Zagłębia Dąbrowskiego. W drugiej połowie XIX w. wydobywany był w Sławkowie węgiel kamienny. Ostatnią z małych kopalń sławkowskich – kopalnię węgla kamiennego „Józef” zamknięto w 1923 r. W 1851 r. przemysłowiec pruski J. Zeitler założył fabrykę drutu i wyrobów metalowych, przejętą później przez żydowskich braci Szajn. W 1870 r. Sławków stracił prawa miejskie, które zostały mu wrócone dopiero w 1958 r. W 1885 r. Kolej Iwangorodzko-Dąbrowska połączyła Sławków z Kielcami i Dąbrową Górniczą, a w 1887 r. również z Sosnowcem. W czasie rewolucji 1905 r. zebranie gminne proklamowało Republikę Sławkowską. W latach 1914–1919 osada znajdowała się pod okupacją austriacką.

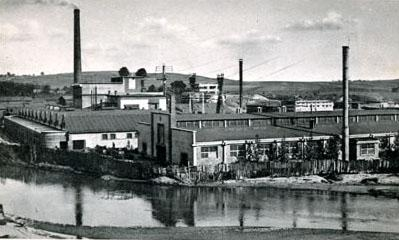
Fabryka braci Szajn (ok. 1930)

W okresie II Rzeczypospolitej w granicach woj. kieleckiego, powiat olkuski.
Po napadzie Niemiec na Polskę w 1939 r. w okolicach Sławkowa doszło do licznych mordów na Żydach. Miasto zostało włączone do III Rzeszy w ramach ziemskiego powiatu olkuskiego (Landkreis Ilkenau) rejencji katowickiej. Nieoficjalnie otrzymał niemiecką nazwę Schlockau. W latach 1945–1975 w powiecie olkuskim w woj. krakowskim. W latach 1975–1998 w woj. katowickim. W latach 1977–1984 dzielnica Dąbrowy Górniczej. Od początku lat 50. XX w. rozbudowywano Zakład Przygotowania Rud w Burkach. 31 grudnia 1961 r. do Sławkowa przyłączono obszar zniesionej gromady Niwa. W latach 70. XX w. miały miejsce zmiany demograficzne związane z budową pobliskiej Huty Katowice oraz rozbudowa szerokotorowych terminali przeładunkowych. W wyniku reformy administracyjnej 1999 r. miasto przeniesione zostało na krótko (1999–2001) do woj. małopolskiego, gdzie weszło w skład powiatu olkuskiego. Od 2002 r. w powiecie będzińskim w woj. śląskim.

## Zabytki i atrakcje turystyczne

### Zabytki
| Lp. | Zabytek                                                         | Nr rej.                    | Zdjęcie | Opis zabytku |
| --- | --------------------------------------------------------------- | -------------------------- | ------- | --- |
| 1.  | Układ urbanistyczny Sławkowa                                    | 1266/81 z 3.07.1981 r.     |         | Średniowieczny układ starówki sławkowskiej z centralnie położonym kwadratowym rynkiem o wymiarach 114 × 114 m wpisany jest do rejestru zabytków. Przetrwał on bez większych zmian od średniowiecza. Jedynie dwie tzw. uliczki, odbiegające od Rynku w kierunku południowym (do ul. Podwalnej) i północnym (do ul. Kozłowskiej), które jeszcze w latach 20. XIX w. były w miarę szerokie i przejezdne, zostały samowolnie zajęte pod zabudowę i zawężone, tak że już pod koniec XIX w. możliwy był na nich tylko ruch pieszy. Z powodu licznych pożarów (1498, 1600, 1782 i 1919) nie zachowała się do naszych czasów wcześniejsza drewniana zabudowa Rynku. Znajdujący się pośrodku Rynku piętrowy budynek ratusza zawdzięcza swój obecny kształt przebudowie w 1905 r. Zajął on miejsce poprzedniego, wybudowanego prawdopodobnie w XVIII w., drewnianego budynku parterowego, wpisującego się znakomicie w ówczesną zabudowę miasta. Stary ratusz był budynkiem z podcieniami na murowanych kolumnach, krytym gontowym łamanym dachem polskim uwieńczonym czworoboczną wieżyczką o dwóch kondygnacjach. Obecna zabudowa Rynku – oprócz budynku zabytkowej austerii – pochodzi przeważnie z drugiej połowy XIX w. Pierzeja północna odbudowana została po pożarze w 1919 r. |
| 2.  | Austeria sławkowska                                             | A/768/2021 z 14.01.1971 r. |         | Austeria to dawne określenie karczmy o wysokim standardzie. Sławkowska austeria stanowi założony na planie litery T budynek o powierzchni 380 m², ustawiony szerokofrontowo do Rynku, bokiem przylegający do ul. Mały Rynek. Dziś trudno ustalić, od kiedy na tym miejscu znajdowała się karczma. Badania archeologiczne wykazały, że fundamenty i piwnice budynku pochodzą z XIII w. Trudno jednak powiedzieć czy już wtedy był to budynek służący za karczmę. Na belce stropowej obecnej karczmy widnieje data odczytywana przez jednych jako 1701 r., przez innych jako 1781 r. Odnosi się ona jednak najprawdopodobniej nie do powstania karczmy, lecz do jej remontu. Od tamtego czasu austeria sławkowska przetrwała z niewielkimi zmianami do dzisiaj. Budynek przykryty jest polskim dachem łamanym pokrytym gontem i wspartym od strony frontowej na sześciu kamiennych kolumnach tworzących podcienie. W części tylnej znajduje się stan (wozownia i stajnia). |
| 3.  | Dom z podcieniami przy ul. Biskupiej 2                          | 1592/95 z 20.06.1995 r.    |         | Domy z podcieniami są charakterystycznym elementem architektury sławkowskiej. W przeszłości prawie cała zabudowa Rynku i Małego Rynku miała charakter podcieniowy. Do naszych czasów przetrwały tylko nieliczne obiekty tego typu. Oprócz austerii sławkowskiej typ budownictwa podcieniowego reprezentują obecnie trzy budynki przy rynku (nr 10, 18 i 22) oraz dom narożny przy ulicy Biskupiej 2 (nr rej. 1592/95 z 20.06.1995 r.), przylegający do Małego Rynku. Ten ostatni zbudowany został w końcu XVIII w. Jego dach, pierwotnie kryty gontami, obecnie pokrywa papa. Wyposażony jest w bramę wjazdową z dwuskrzydłowymi wrotami wykończonymi stolarką klepkową w układzie rombowym. Podcień wspiera pięć murowanych kolumn na kostkowych cokołach. |
| 4.  | Kościół św. Mikołaja i Podwyższenia Krzyża Świętego w Sławkowie | 1246/81 z 3.07.1981 r.     |         | Kościół św. Mikołaja i Podwyższenia Krzyża Świętego w Sławkowie (wraz z budynkiem plebanii wpisany do rej zabytków pod nr. 1246/81 z 3.07.1981 r.), pierwotnie pod wezwaniem Jana Chrzciciela. Według Liber beneficiorum dioecesis Cracoviensis Jana Długosza kościół został ufundowany w 1203 r. przez biskupa krakowskiego Pełkę. Nie potwierdzają tego jednak badania architektoniczne ani archeologiczne, przesuwając datę budowy kościoła na połowę XIII w. Nie wykluczone jednak, że wcześniej stał na tym samym miejscu inny kościół drewniany lub murowany. Kościół św. Mikołaja jest kościołem jednonawowym o prostokątnym sklepionym prezbiterium |
| 5.  | Plebania                                                        | 1246/81 z 3.07.1981 r.     |         | Budynek parafialny z XVIII w. to malowniczy przykład architektury dworkowej. Wolno stojący budynek usytuowany jest w ogrodzie w pobliżu kościoła św. Krzyża. Przykryty wysokim łamanym dachem polskim krytym gontami. Na końcach krótkiej kalenicy umieszczono pazdury. |
| 6.  | Budynek dawnego szpitala górniczego w Sławkowie                 | 1247/81 z 3.08.1981        |         | Dawny szpital górniczy to murowany, piętrowy budynek przy ul. Kościelnej 11. Tradycja wiąże miejsce z istniejącym tu w XV w. domem, w którym miał się narodzić Świętosław Milczący zwany Błogosławionym. Obecny budynek wzniesiony został z fundacji Andrzeja Załuskiego w 1758 r. Kilkakrotnie odnawiany budynek nie zachował cech stylowych. Nad wejściem widnieje tablica erekcyjna z łacińską inskrypcją i herbem fundatora. Kiedyś nad tablicą, po obu stronach środkowego okna na pierwszym piętrze, widoczna była – obecnie przykryta tynkiem – polichromia przedstawiająca po lewej stronie postać bł. Świętosława w szatach kapłańskich z krzyżem w ręku, a po prawej św. Stanisława w szatach pontyfikalnych z Piotrowinem u stóp. Od 1800 r. w budynku działała sławkowska szkoła parafialna, a w późniejszych czasach funkcjonowały tu do 1958 r. szkoła powszechna i podstawowa. |
| 7.  | Zamek biskupów krakowskich w Sławkowie                          | 1394/90 z 10.01.1990 r.    |         | Zamek biskupów krakowskich w Sławkowie XIII-wieczny zamek obronny, datowany na 1283 r., możliwe jednak że wcześniejszy. Dziś widoczne są jedynie ruiny wieży mieszkalnej, odkryte w miejscu zbiegu ulic Browarnej i Staropocztowej w wyniku prac archeologicznych przeprowadzonych w latach 1983–1990. |
| 8.  | Dwór biskupów krakowskich „Lamus”                               | 1244/81 z 20.01.1981 r.    |         | widoczny od strony ul. Staropocztowej dwór biskupi zwany „Lamusem” (ul. Zamkowa 9) pochodzi najprawdopodobniej z XVIII w. Mieściła się w nim siedziba administracji biskupiej. Służył też jako letnia rezydencja biskupów krakowskich. Budynek parterowy, podpiwniczony, o grubych murach z łamanego kamienia. Dach mansardowy z zagospodarowanym poddaszem. |
| 9.  | Kościółek św. Jakuba                                            | A/781/2021 z 3.07.1981     |         | Kościółek św. Jakuba usytuowany jest przy ul. Świętojańskiej, na miejscu średniowiecznego kościoła pw. św. Jana i klasztoru Duchaków z 1298 r. Po ich zniszczeniu w 1455 r. teren obecnego kościółka, jako poświęcony na budowę świątyni, nie został zajęty pod zabudowę miejską i pozostawał niezagospodarowany do początku XIX w. Obecna kaplica ufundowana została przez burmistrza sławkowskiego Jakuba Kubiczka w 1827 r. |
| 10. | Kaplica mszalna św. Marka                                       | A/782/2021 z 3.07.1981 r.  |         | Kaplica św. Marka w Sławkowie, znajdująca się na cmentarzu sławkowskim, w formie przestrzennej bardzo przypomina kościółek św. Jakuba. Wzniesiona na miejscu wcześniejszej kaplicy w pierwszej połowie XIX w. Wraz z pochodzącymi z 1839 r. i wbudowanymi w ciąg muru cmentarnego kostnicami kaplica wpisana jest do rejestru zabytków pod nr. 1248/81 z 3.07.1981 r. |
| 11. | Zakład Walcowni i Giserni pod Sławkowem                         | 1251/81 z 23.09.1981       |         | Zakład Walcowni i Giserni pod Sławkowem, potocznie nazywany „walcownią sławkowską”. Powstał nad Białą Przemszą w latach 1825–1826 jako inwestycja rządu Królestwa Polskiego. Materiał do przerobu dostarczano głównie z Huty Bankowej. Zakład rozbudowany z dwukrotnie, w latach 1833 i 1870. Zamknięty w 1888 r. |
| 12. | Kapliczka św. Rozalii                                           | B 74/06 z 24 VIII 2006 r.  |         | Przydrożna kapliczka słupowa z 1536 r. |
| 13. | Stodoły sławkowskie                                             |                            |         | Stodoły sławkowskie tworzą wydzielone ciągi zabudowy usytuowane poza średniowiecznym układem miasta, na zachód od centrum, przy ulicach Świętojańskiej, Siewierskiej i Hallera. Stodoły te, charakterystyczne także dla innych miasteczek rolniczych, pierwotnie budowane były na filarach z łamanego kamienia, z drewnianymi ścianami o konstrukcji sumikowo-łątkowej. Dwu- lub czterospadowe dachy kryte były strzechą. Niestety większość z zachowanych jeszcze do niedawna starych XIX w. stodół padła ofiarą pożarów, a nowe odbudowane zostały już z użyciem innego budulca. |
| 14. | Budynek Muzeum Regionalnego w Sławkowie, Rynek 9                | A/1265/81 z 23.09.1981     |         | Budynek z XIX w. |
| 15. | Zespół młyna wodnego                                            | A-1250/81 z 22.09.1981     |         | Budynek mieszkalny w zespole młyna |
| 16. | Dom przy ul. Kwartowskiej 17                                    | A/1257/81 z 23.09.1981     |         | Budynek z drugiej połowy XIX w. |
| 17. | Nepomuk z Grońca                                                |                            |         | Nepomuk z Grońca – w zbiorach Muzeum Etnograficznego w Krakowie znajduje się wykonany olejem XIX w. blaszany obraz Jana Nepomucena pochodzący ze sławkowskiego Grońca. |

### Szlaki turystyczne
Przez teren Sławkowa przebiegają cztery szlaki turystyczne piesze, z tego dwa z nich (czerwony i niebieski) przechodzą przez centrum miasta i spotykają się na rynku. Szlak żółty przebiega na południe od miasta przez Ryszkę i Burki, a szlak czarny łączy Sławków z Przymiarkami.
- „Szlak Szwajcarii Zagłębiowskiej” (czerwony) ma ok. 33 km długości i biegnie od Sławkowa poprzez Chwaliboskie, Okradzionów, Błędów, Chechło, Hutki-Kanki i Józefów do Zawiercia.
- „Szlak Powstańców 1863 r.” (niebieski) ma ok. 29 km długości i jest szlakiem okrężnym z Olkusza do Bukowna. Szlak ten zaczyna się w Olkuszu i biegnie przez Pomorzany, Hutki, Laski, Kuźniczkę Nową, Krzykawkę, Sławków, Niwę, Burki i Bukowno.
- „Szlak Pustynny” (żółty) ma ok. 62 km długości. Przebiega od Maczek przez Stare Maczki, Sławków Burki, Sławków Ryszkę, Przymiarki, Bukowno, Starczynów, Olkusz, Rabsztyn, Jaroszowiec, Golczowice do Ryczowa.
- Szlak czarny Sławków – Przymiarki ma ok. 3,5 km długości i jest szlakiem łącznikowym między szlakiem czerwonym i żółtym.

Przez Sławków przebiega ponadto:
- Szlak architektury drewnianej województwa śląskiego
- Międzynarodowy szlak kulturowy i pielgrzymkowy Via Regia, będący jedną z dróg św. Jakuba, które prowadzą do hiszpańskiego sanktuarium w Santiago de Compostela.

## Gospodarka

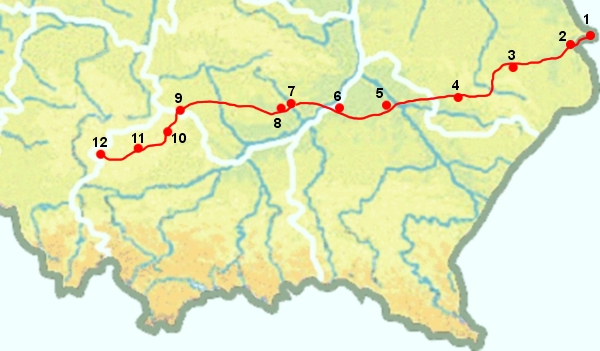
Przebieg LHS (linii kolejowej nr 65) od przejścia granicznego Polski z Ukrainą w Gródku (1) do stacji Sławków Południowy (12)

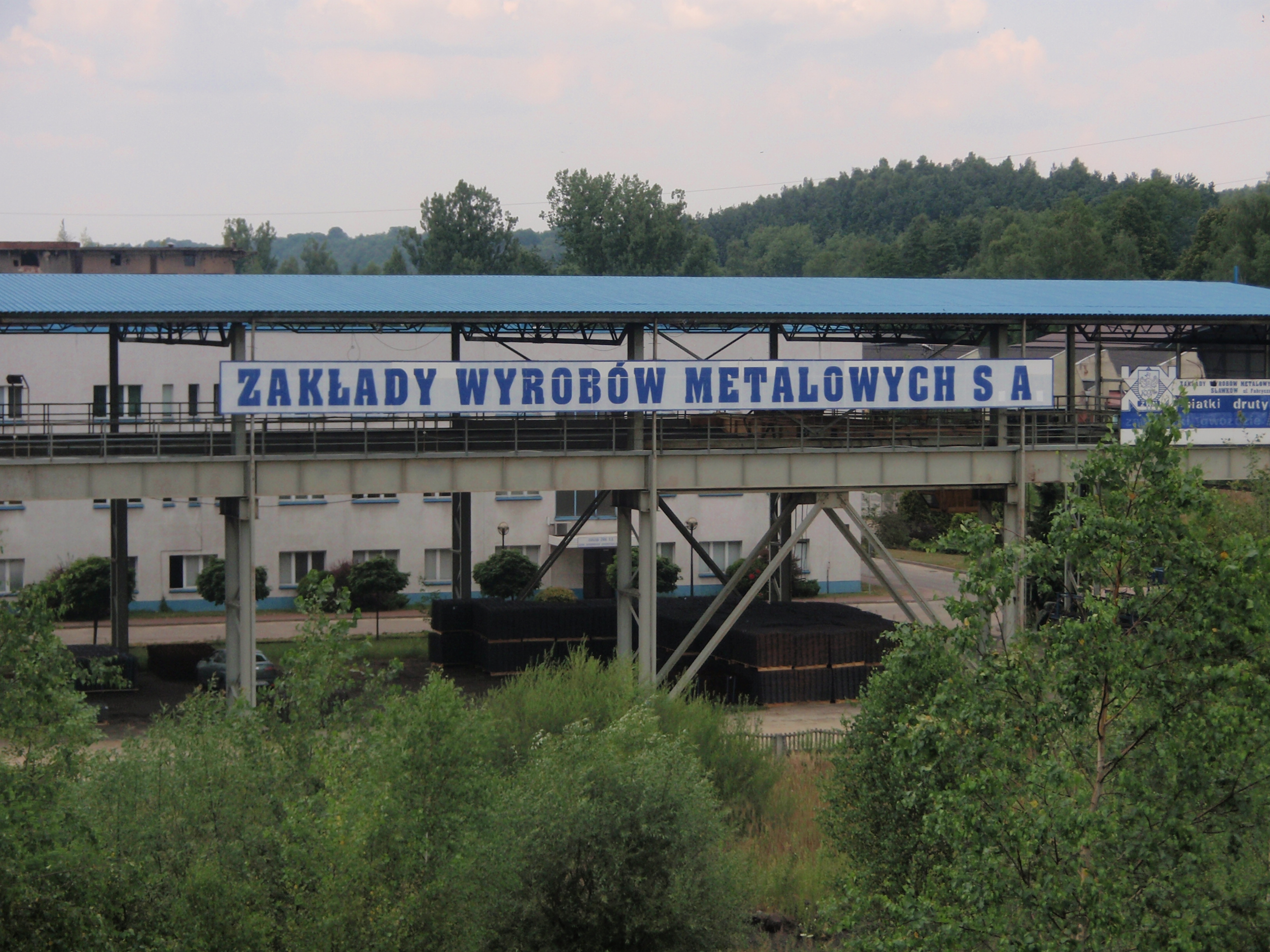
Zakłady Wyrobów Metalowych S.A

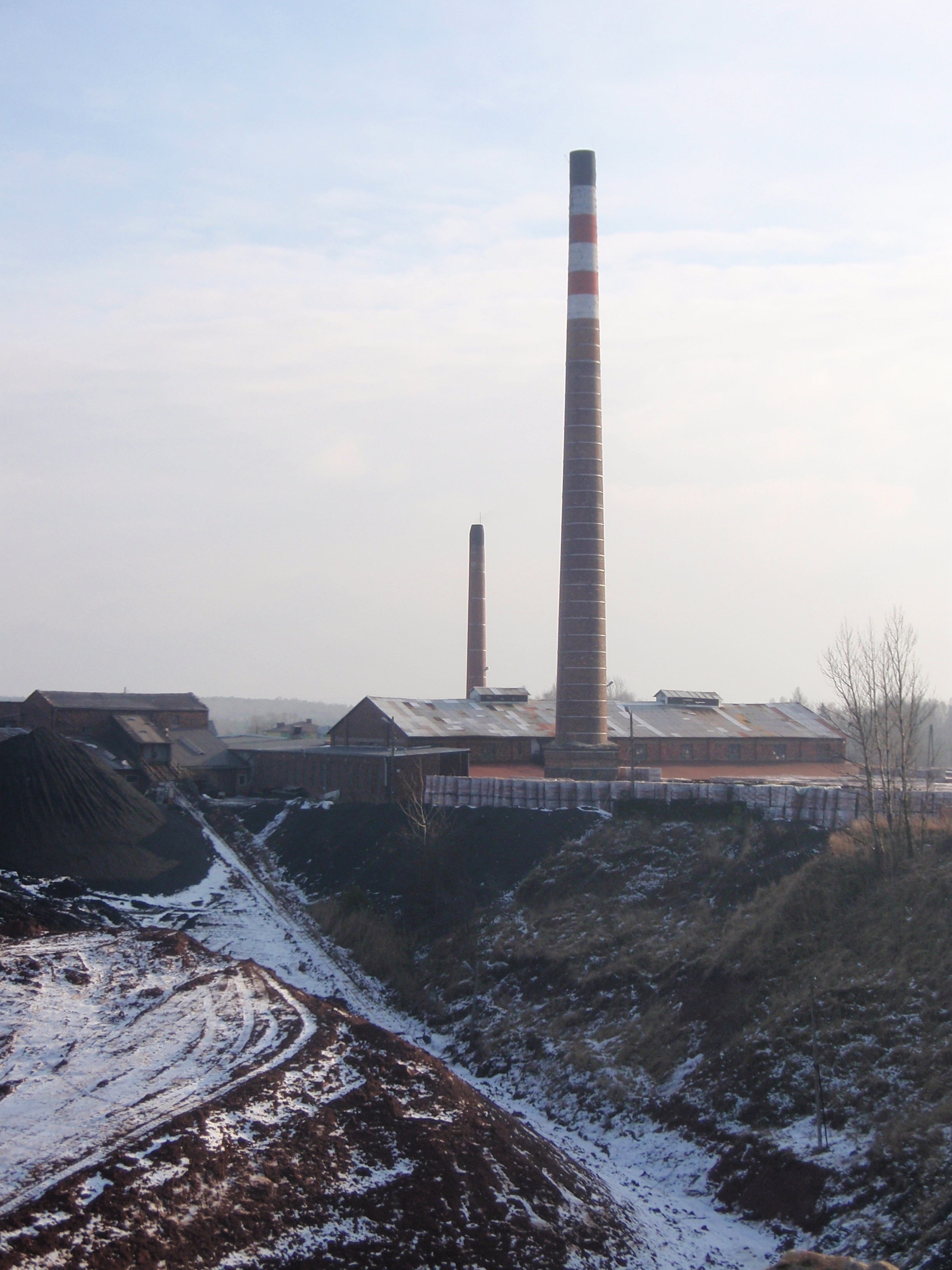
Cegielnia w Sławkowie

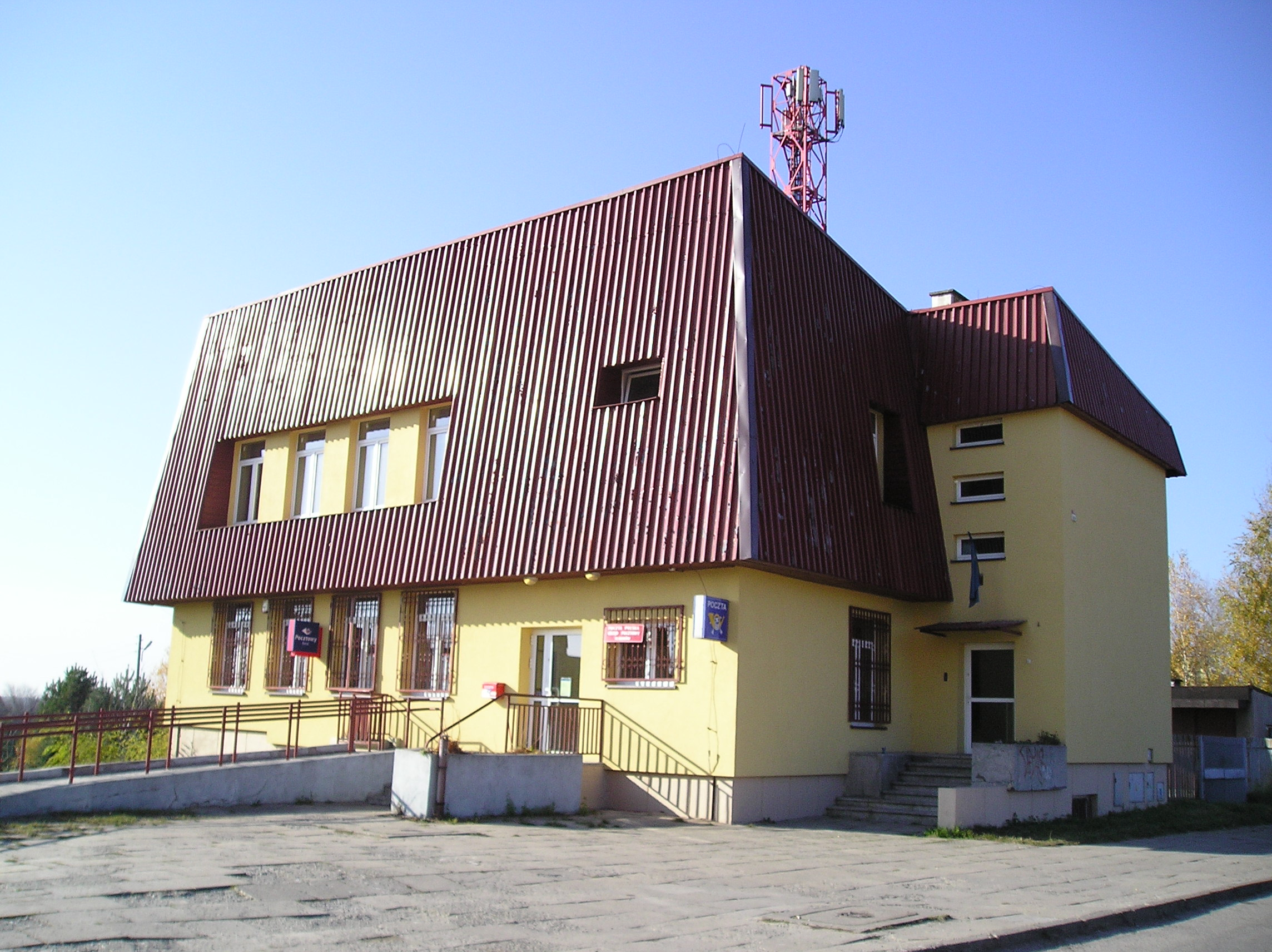
Budynek poczty w Sławkowie

W mieście działają zakłady przemysłu metalowego (Zakłady Wyrobów Metalowych S.A.) i maszynowego, drobnego przemysłu spożywczego oraz drzewnego (Wspólnota Leśna Sławków). Działa tutaj również cegielnia. Niewątpliwie jednak najważniejszym atutem gospodarczym Sławkowa jest jego usytuowanie na styku ważnych korytarzy transportowych. Przede wszystkim znajduje się tutaj końcówka Linii Hutniczej Szerokotorowej wraz z czterema terminalami przeładunkowymi:
1. Zespół Terminali Przeładunkowych LHS T1 – Polzug[36]
2. Zespół Terminali Przeładunkowych LHS T2 – Baza Przeładunku Rud Mittal Steel Poland S.A. Oddział Dąbrowa Górnicza[37]
3. Euroterminal – Zespół Terminali Przeładunkowych LHS T3[38]
4. Zespół Terminali Przeładunkowych LHS T4 – Sławków Południowy LHS[39]

Teren Euroterminala znajduje się w Podstrefie Sosnowiecko-Dąbrowskiej Katowickiej Specjalnej Strefy Ekonomicznej. Jest to najdalej na zachód wysunięte miejsce w Polsce, do którego sięga kolej szerokotorowa o prześwicie 1520 mm. Dzięki temu Sławków posiada dogodne połączenie kolejowe z Ukrainą, rosyjską koleją transsyberyjską oraz z Chinami. Ponadto w okolicach Sławkowa krzyżują się Paneuropejskie Korytarze Transportowe nr III (Ukraina – Europa Zachodnia) i nr VI (Bałtyk – Adriatyk). Czynniki te predestynują Sławków do odegrania ważnej roli jako miejsca lokalizacji centrum logistycznego, czego podwaliny tworzone są obecnie przede wszystkim przez rozbudowę terminalu przeładunkowego Centrali Zaopatrzenia Hutnictwa w Katowicach na Linii Hutniczej Szerokotorowej.

## Transport

### Transport drogowy
Miasto leży przy drodze krajowej nr 94, w odległości ok. 11 km na wschód od węzła drogowego w Dąbrowie Górniczej (połączenie z drogą ekspresową S1) oraz ok. 5 km od połączenia z drogą wojewódzką nr 790. Około 14 km na wschód od miasta znajdują się połączenia z drogami wojewódzkimi 783 i 791 w Olkuszu. W odległości ok. 26 km znajduje się zjazd na autostradę A4.

### Przewozy autobusowe

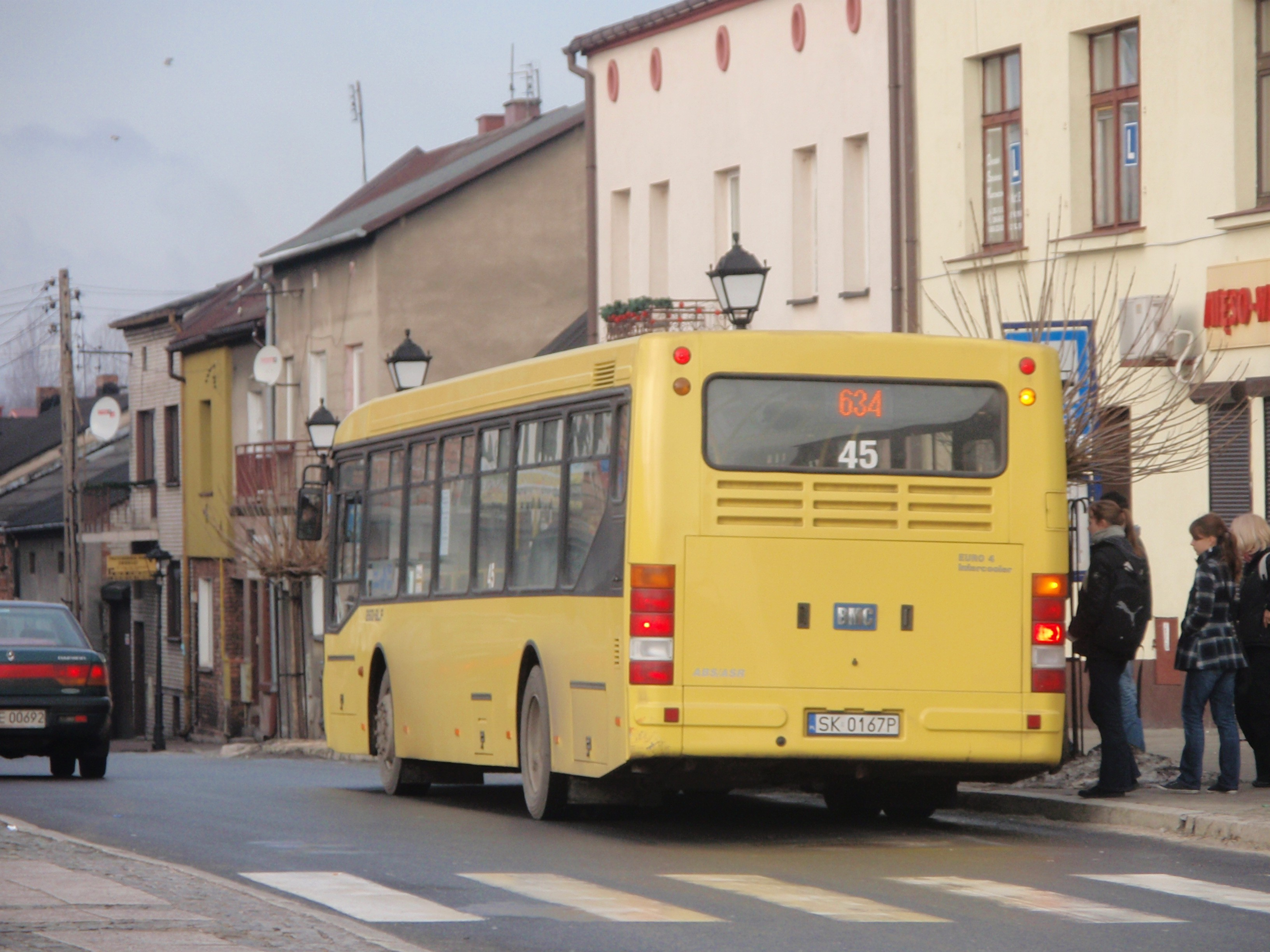
Przystanek autobusowy przy sławkowskim Rynku

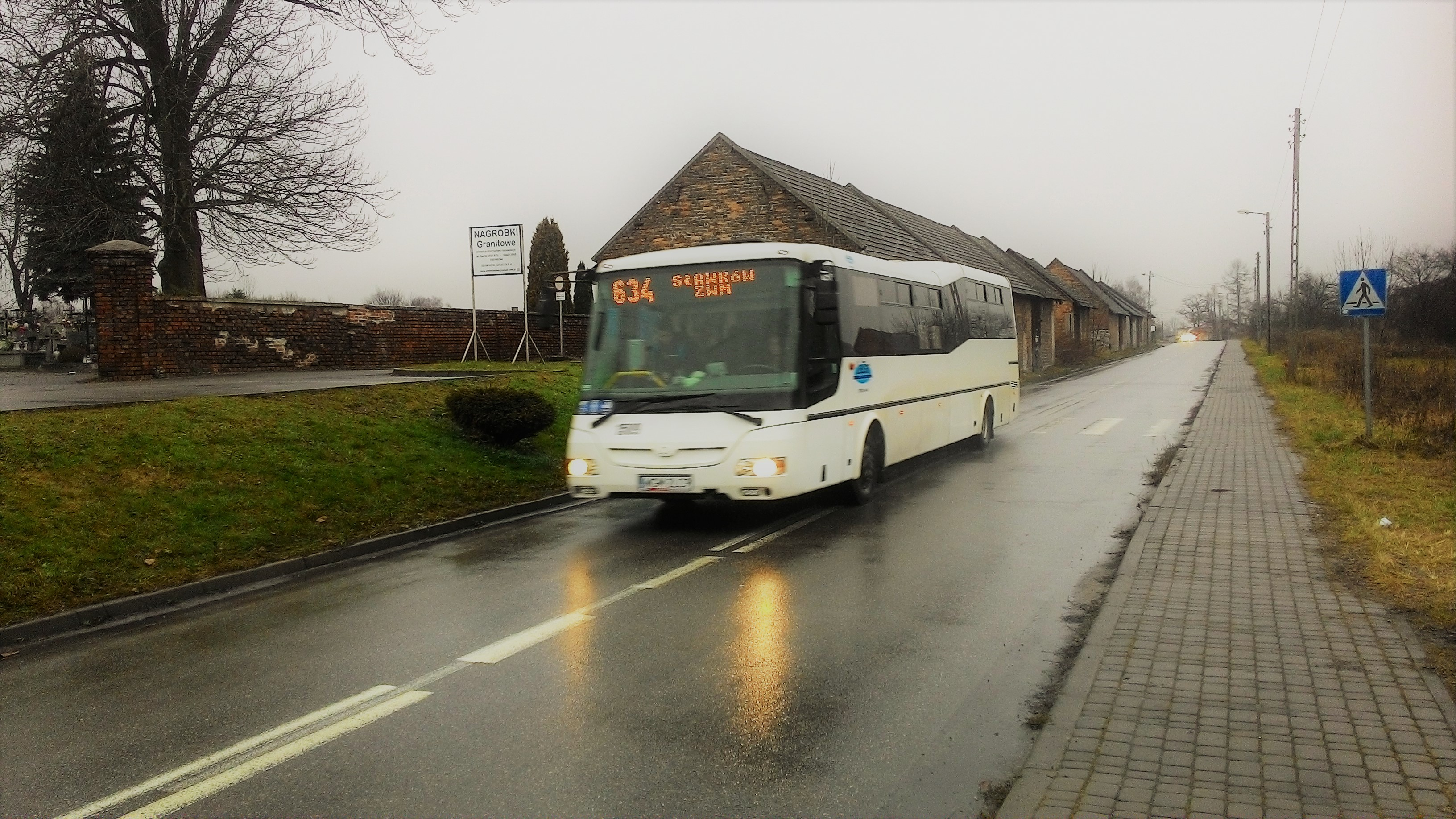
Autobus linii 634 na ulicy gen. Józefa Hallera

Przez Sławków przechodzą obecnie cztery linie autobusowe, organizowane przez Zarząd Transportu Metropolitalnego:
| Numer linii | Trasa podstawowa                                                                                                 |
| ----------- | --- |
| 49          | Osiedle Mydlice Pętla-Dąbrowa Górnicza-Reden-Strzemieszyce-Grabocin-Strzemieszyce-Groniec-Niwa-Sławków ZWM Pętla |
| M109        | Osiedle Mydlice Pętla-Dąbrowa Górnicza-Reden-Strzemieszyce-Sławków ZWM Pętla                                     |
| 949         | Sławków ZWM(wybrane kursy)-Sławków Rynek-Niwa-Dębowa Góra-Burki Pętla                                            |
| 959         | Sławków Rynek-Miedawa Tartak                                                                                     |

Do Sławkowa dojeżdża też pięć linii autobusowych ZKG „KM” Olkusz:
| Numer linii | Trasa podstawowa |
| ----------- | --- |
| 460         | Olkusz Osiedle Młodych Pętla-Olkusz Dworzec PKS-Bolesław-Bukowno Stare-Międzygórze-Sławków Rynek-Sławków Dworzec PKP |
| 461         | Olkusz Elizy Orzeskowej(wybrane kursy)-Olkusz Dworzec PKS-Laski-Bolesław-Krzykawa-Sławków Rynek                      |
| 462         | Olkusz Supersam-Hutki-Bolesław-Krążek-Podlipie-Międzygórze-Sławków Rynek                                             |
| 463         | Olkusz Supersam-Bolesław-Krzykawa-Sławków Rynek-Międzygórze-Podlipie-Krążek-Bukowno ZHG-Bukowno Dworzec PKP          |

Komunikację autobusową obsługują również minibusy:
| Przewoźnik | Trasa podstawowa                                                                  |
| ---------- | --------------------------------------------------------------------------------- |
| KikBus     | Olkusz Dworzec PKP-Bolesław-Podlipie-Międzygórze-Sławków-Dąbrowa Górnicza Centrum |
| KikBus     | Olkusz Dworzec PKP-Sławków-Sosnowiec-Katowice Plac Synagogi                       |

### Transport kolejowy
Przez Sławków przechodzi linia kolejowa nr 62 Tunel–Sosnowiec Główny. Sławkowska stacja kolejowa jest obecnie obsługiwana wyłącznie przez osobowe pociągi regionalne (najdłuższa relacja: Katowice – Kielce). Sławków jest ponadto stacją końcową linii kolejowej nr 65 (Linia Hutnicza Szerokotorowa – LHS).

### Transport lotniczy
W odległości 37 km na północny zachód od Sławkowa znajduje się Międzynarodowy Port Lotniczy Katowice w Pyrzowicach. Natomiast port lotniczy Kraków-Balice znajduje się w odległości ok. 78 km od miasta jadąc autostradą A4 lub ok. 50 km jadąc drogą krajową nr 94.

## Edukacja

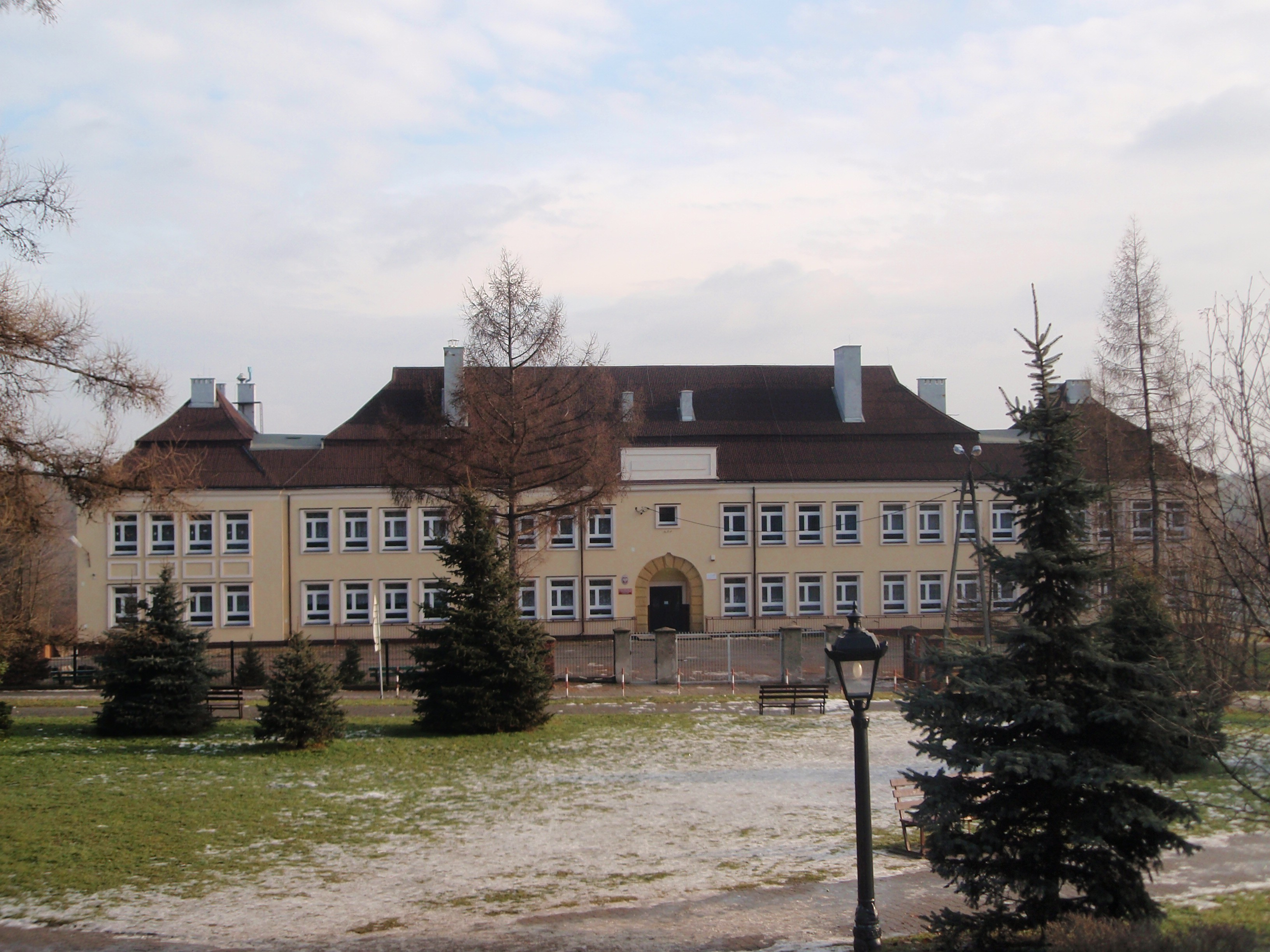
Szkoła podstawowa im. Jana Baranowskiego

Sławków posiada długą i bogatą tradycję edukacyjną. Od czasów średniowiecznych istniała w mieście reprezentująca wysoki poziom szkoła parafialna. Od początku XIX w. ulokowana ona była w budynku dawnego szpitala górniczego przy ul. Kościelnej. W latach 1953–1958 budowano przy ul. Browarnej nową szkołę podstawową, którą uroczyście oddano do użytku 29 sierpnia 1958 r. Uczniowie sławkowscy rozpoczęli w niej rok szkolny 1958/59. Szkoła podstawowa zbudowana została na gruzach dworku Stawnickich. 4 czerwca 1972 r. nowa szkoła otrzymała imię Jana Baranowskiego. W 1977 r. sławkowska szkoła podstawowa przeszła pod Miejski Zarząd Ekonomiczno-Administracyjny Szkół w Dąbrowie Górniczej i otrzymała nazwę „Zbiorcza Szkoła Podstawowa im. J. Baranowskiego z punktem filialnym nr 24”. Zarówno w okresie przedwojennym, jak i po wojnie od 1945 funkcjonowała w Niwie druga szkoła podstawowa, w której do 1976 r. uczyło się średnio od 100 do 150 uczniów. Od początku roku szkolnego 1976-1977 do szkoły tej uczęszczały już jednak tylko klasy I-IV, a starsi uczniowie dowożeni byli na koszt urzędu miasta do Zbiorczej Szkoły Podstawowej w Sławkowie. Sytuacja taka trwała do 1983 r., kiedy zapadła decyzja o likwidacji szkoły w Niwie i urządzeniu w jej budynku siedziby Szkolnego Schroniska Młodzieżowego. 6 lutego 1996 r. wydany został przez Kuratora Oświaty w Katowicach akt założycielski Liceum Ogólnokształcącego w Sławkowie. 2 września 1996 r. odbyło się uroczyste otwarcie liceum przy ul. gen. Sikorskiego, połączone z wojewódzką inauguracją roku szkolnego 1996/97. W 2006 r. szkoła otrzymała imię Jana Pawła II.

## Sport
W Sławkowie od 1921 r. działa klub piłkarski MKS Sławków, który po sezonie 2017/18 wycofał się z klasy A, gr. Sosnowiec.

## Media lokalne
Od 1992 r. ukazuje się lokalny miesięcznik samorządowy pod tytułem „Kurier Sławkowski”. Czasopismo zarejestrowane zostało w sądzie wojewódzkim w Katowicach 6 grudnia 1991 r. Zawiera informacje o działalności władz samorządowych, kronikę wydarzeń oraz publikuje artykuły o tematyce społeczno-kulturalnej i historycznej związanej ze Sławkowem.

## Wspólnoty wyznaniowe

### Kościół rzymskokatolicki
Prawie całe terytorium miasta przynależy do rzymskokatolickiej parafii Podwyższenia Krzyża Świętego w Sławkowie (dekanat sławkowski). Jedynie niewielka osada Piernikarka, znajdująca się na południowo-zachodnim krańcu miasta, od 1924 r. jest częścią maczkowskiej parafii św. Apostołów Piotra i Pawła (dekanat sosnowiecki – Chrystusa Króla).

### Kościół polskokatolicki
W Sławkowie od lat 50. XX w. istnieje grupka wiernych Kościoła polskokatolickiego, skupionych wokół parafii Bożego Ciała w sąsiednim Bolesławiu, oraz Parafii św. Barbary w Krzykawie-Małobądzu (na granicy obu wsi).

### Świadkowie Jehowy
Zbór Sławków (Sala Królestwa, Krążek 2).

## Współpraca międzynarodowa
Miasta i gminy partnerskie:
- Slavkov u Brna (Czechy). Umowa o współpracy podpisana została w sierpniu 1991 r. Na jej podstawie prowadzona jest współpraca kulturalna oraz organizacja wyjazdów wakacyjnych młodzieży. Corocznie delegacje obu miast uczestniczą w Dniach Sławkowa oraz organizowanych w Slavkovie u Brna w rocznicę bitwy pod Austerlitz Dniach Napoleońskich.
- Horní Slavkov (Czechy)
- Messeix (Francja). Umowę o współpracy podpisano w marcu 2003 r. Głównym obszarem współpracy jest wymiana młodzieży szkolnej.